# Condylocarpon isthmicum
Condylocarpon isthmicum là một loài thực vật có hoa trong họ La bố ma. Loài này được (Vell.) A.DC. mô tả khoa học đầu tiên năm 1844.